# Motus (radiotracking)

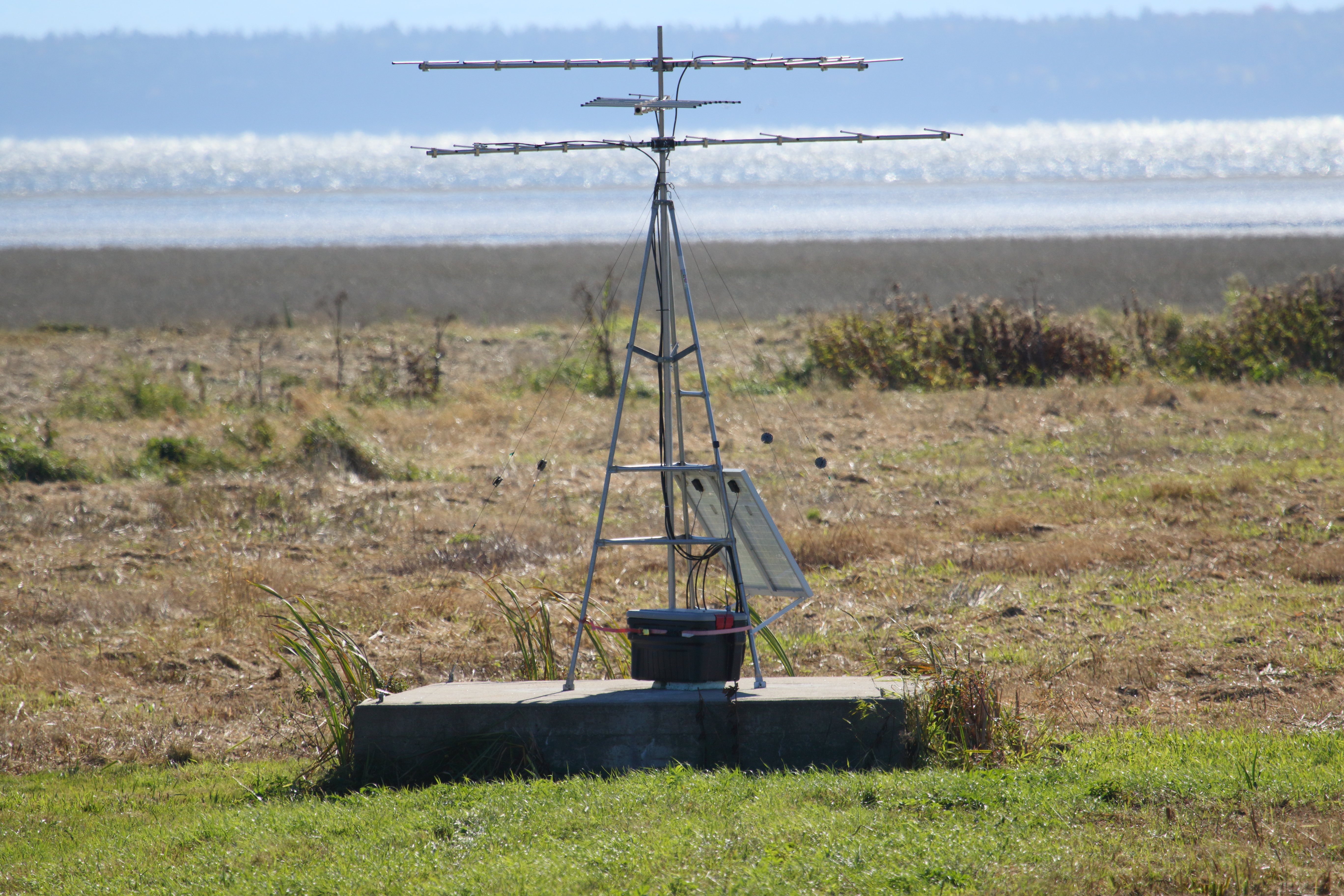
Une antenne réceptrice dans la réserve nationale de faune du cap Tourmente.

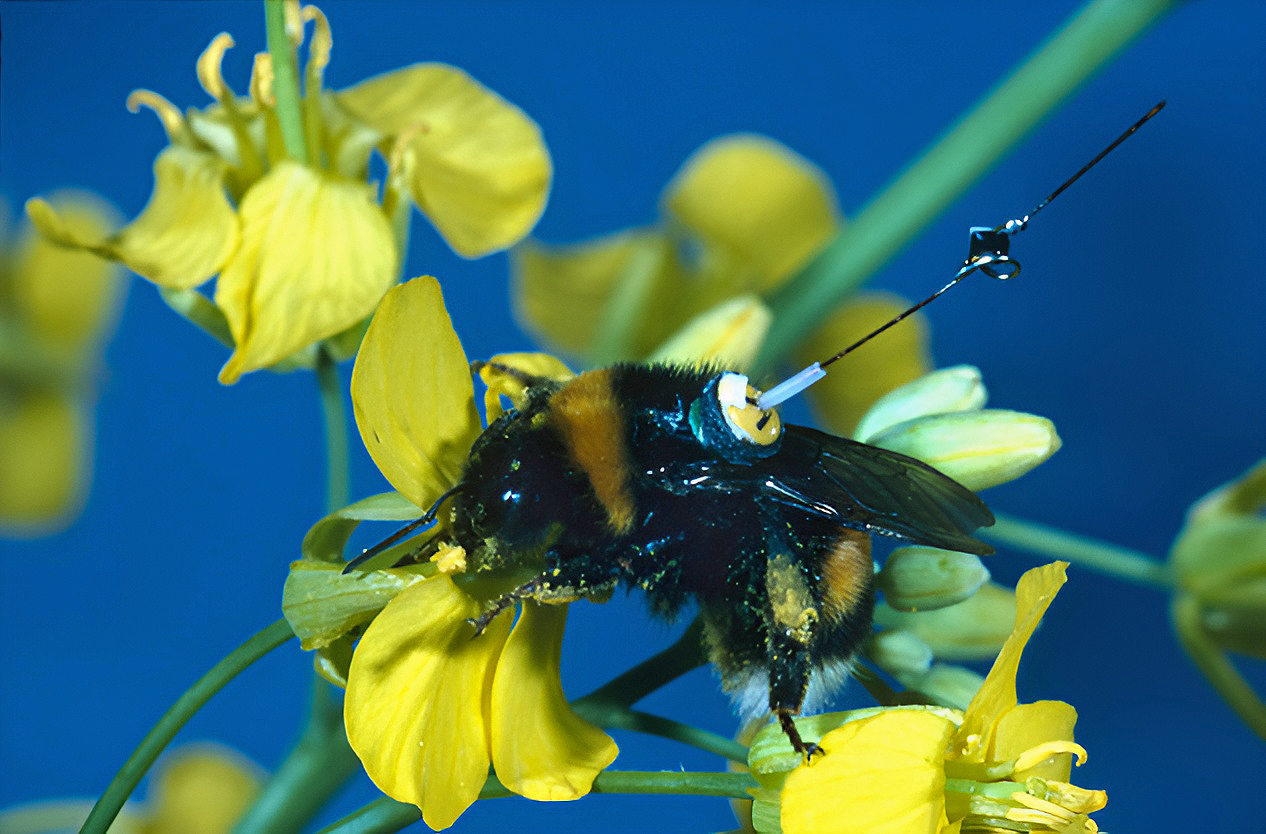
Un bourdon terrestre monté d'un émetteur sur le dos.

Motus est un système de radiotracking automatisé collaboratif international dédié aux oiseaux, mammifères et insectes volants.  Il repose sur un réseau coordonné de stations réceptrices répandues sur le territoire, principalement en Amérique du Nord, mais aussi en Amérique latine et en Europe.  Les stations fonctionnent sur une fréquence radio unique et toutes les données sont archivées sur un site central.   Créé en 2012, il comptait en date de 2017 plus de 350 stations.